# 국무원장 추기경
국무원장(Cardinalis Secretarius Status) 공식적으로 국무원장 추기경은 로마 교황청에서 가장 역사가 깊고 중요한 기구인 바티칸 국무원의 모든 것을 통솔하는 직책을 맡은 기독교 성직자이다. 국무원장은 성좌의 정치적·외교적 활동을 관리하며, 그 때문에 성좌의 “총리”로 여겨지고 있다.
현재의 국무원장은 2013년 9월 1일 이후부터  이탈리아의 피에트로 파롤린 추기경이다.

## 직무
국무원장관은 교황이 직접 임명하며, 교황의 주요한 조언자 가운데 한 사람으로서 봉사한다. 로마 가톨릭교회 내 상급 공직의 한 사람으로서, 장관으로 임명되려면 먼저 추기경이어야 하는 것이 필수조건이다. 만약 장관 자리가 공석이 되면 부(副)국무원 장관으로 근무하는 비(非)추기경이 적당한 후임자를 찾거나 부국무원 장관이 이후 추기경단의 추기경으로 서임될 때까지 국무원 장관의 권한을 행사하는 것이 허락된다.
국무원 장관의 임기는 보통 그를 지명한 교황이 선종하거나 장관직에서 물러날 때 끝난다. 사도좌 공석 기간에 국무성성 장관은 바티칸 시국 주교 위원회의 의장으로서 새 교황이 선출될 때까지 추기경 의전관과 더불어 위원회의 위원으로 활동하며, 바티칸 시국의 국가원수 역할을 일부 행사한다. 새 교황이 선출되면, 자동으로 위원회 의장직과 같이 국무성성 장관으로서의 임기가 종료되지만, 다시 복직될 수도 있다.
교황청 성성장관이나 위원회윈원장에 추기경이 아닌 대주교가 임명될시 서리이며  서리인 자가 추기경에 임명되며 부제급추기경으로   임명되나 국무원장서리인 대주교만 사제급추기경으로 임명받는다

## 역사
국무원장의 시초는 16세기 초 교황 레오 10세가 교황청의 외교 사절과의 연락을 처리하도록 신설한 특무성성(特務聖省)까지 거슬러 올라간다. 그 당시의 국무성성 장관은 대강 이류 직원에 해당하는 직책으로, 보통 교황의 가족 가운데 믿을 만한 사람으로 지목된 추기경이 맡아 바티칸의 행정을 관리하였다.
교황 율리오 3세는 아직 10대인 데다가 사생아이며, 고결함과는 거리가 먼 부랑아인 조카 인노첸초 초키 델 몬테를 적임이 아닌 국무성성 장관으로 위임하는 경솔한 행동을 저질렀다. 교황 인노첸시오 10세는 그 자신이 추기경이었을 동안 쭉 국무성성 장관으로 일했으며, 교황 인노첸시오 12세는 1692년에 족벌주의를 폐지하였다. 이때부터 국무성성 장관은 교황청 내 관직 가운데 가장 중요한 직책이 되었다.
1968년, 교황 바오로 6세는 교황령 《교황청 개편에 관하여 (Regimini Ecclesiae Universae)》를 통해 국무원장의 지위를 로마 교황청 내 다른 성(省)의 장관들보다 더 높임으로써, 국무성성의 권한을 강화하였다. 1973년에 바오로 6세는 오래된 직책인 교황청 상서원장을 폐지하고 그 기능을 국무성성 장관에게 넘겨줌으로써 국무성성 장관의 권한을 한층 더 강화하였다.

## 역대 국무원장
- 지롤라모 단디니 (1551-1555)
- 카를로 보로메오 (1560-1565)
- 톨로메오 갈리오 (1565-1566)
- 지롤라모 루스티쿠치 (1566-1572)
- 톨로메오 갈리오 (연임) (1572-1585)
- 데초 아졸리니 (1585-1587)
- 알레산드로 페레티 데 몬탈토 (1587-1590)
- 파올로 에밀리오 스폰드라티 (1591)
- 조반니 안토니오 파치네티 데 누체 (1591)
- 피에르베네데토 페레티 (1592-1593)
- 피에트로 알도브란디니 (1593-1605)
- 에르미니오 발렌티 (1605)
- 시피오네 카파렐리-보르게세 (1605-1621)
- 루도비코 루도비시 (1621-1623)
- 로렌초 마갈로티 (1623-1628)
- 로렌초 아졸리니 (1628-1632)
- 피에트로 베네사 (1632-1634)
- 프란체스코 체바 (1634-1643)
- 조반니 바티스타 스파다 (1643-1644)
- 조반니 자코모 판치롤리 (1644-1651)
- 파비오 키지 (1651-1655)
- 줄리오 로스필리오시 (1655-1667)
- 소 데치오 아졸리니 (1667-1669)
- 소 페데리코 보로메오 (1670-1673)
- 프란체스코 넬리 (1673-1676)
- 알데라노 치보 (1676-1689)
- 잠바티스타 루비니 (1689-1691)
- 파브리치오 스파다 (1691-1700)
- 파브리치오 파올루치 (1700-1721) (1차)
- 조르지오 스피놀라 (1721-1724)
- 파브리치오 파올루치 (1724-1726) (2차)
- 니콜로 마리아 레르카리 (1726-1730)
- 안토니오 반키에리 (1730-1733)
- 주세페 필라오 스르 (1733-1740)
- 실비오 발렌티 곤차가 (1740-1756)
- 알베리코 아르킨토 (1756-1758)
- 루도비코 마리아 토리지아니 (1758-1769)
- 라자로 오피치오 팔라비치니 (1769-1785)
- 이나치오 본콤파니 루도비시 (1785-1789)
- 프란체스코 사베리오 데 젤라다 (1789-1796)
- 이나치오 부스카 (1796-1797)
- 주세페 도리아 팜필리 (1797-1799)
- 에르콜레 콘살비 (1800-1806) (1차)
- 필리포 카소니 (1806-1808)
- 소 줄리오 가브리엘리 (1808-1814)
- 에르콜레 콘살비 (1814-1823) (2차)
- 줄리오 마리아 델라 소말리아 (1823-1828)
- 톰마소 베르네티 (1828-1829) (1차)
- 주세페 알바니 (1829-1830)
- 톰마소 베르네티 (1831) (2차)
- 루이지 람보르기니 (1836-1846)
- 톰마소 파스콸레 기치 (1846-1847)
- 가브리엘레 페레티 (1847-1848)
- 주세페 보폰디 (1848-1848)
- 자코모 안토넬리 (1848-1848) (1차)
- 안톤 오리올리 (1848-1848)
- 조반니 솔리아 체로니 (1848-1848)
- 자코모 안토넬리 (1848-1876) (2차)
- 조반니 시메오니 (1876-1878)
- 알레산드로 프란키 (1878-1878)
- 로렌초 니나 (1878-1880)
- 루이지 자코비니 (1880-1887)
- 마리아노 람폴라 (1887-1903)
- 라파엘 메리 델 발 (1903-1914)
- 도메니코 페라타 (1914)
- 피에트로 가스파리 (1914-1930)
- 에우제니오 파첼리 (1930-1939)
- 루이지 말리오네 (1939-1944)
- 도메니코 타르디니 (1958-1961)
- 암레토 조반니 치코냐니 (1961-1969)
- 장 마리 비요 (1969-1979)
- 아고스티노 카사롤리 (1979-1990)
- 안젤로 소다노 (1991-2006)
- 타르치시오 베르토네 (2006.9.15-2013.10.15)
- 피에트로 파롤린 (2014.2.22-2025.4.21)
- (2025.~)

## 같이 보기
- 국무원 (교황청)